# Rost (Familienname)
Rost ist ein deutschsprachiger Familienname.

## Namensträger

### A
- Alexander Rost (Schriftsteller) (1816–1875), deutscher Schriftsteller und Jurist
- Alexander Rost (Journalist) (1924–2005), deutscher Journalist
- Andrea Rost (* 1962), ungarische Sopranistin
- Annemarie Rost (1924–2018), deutsche Bühnenbildnerin
- Armin Rost (* 1943), deutscher Urologe
- Arno Rost (1919–2005), deutscher Zahnarzt, Homöopath und Hochschullehrer

### B
- Barbara Rost (1939–1975), deutsche Schauspielerin
- Benjamin Rost (* 1987), deutscher Filmregisseur und Drehbuchautor
- Burkhard Rost (* 1961), deutscher Bioinformatiker

### C
- Carl Christian Heinrich Rost (1742–1798), deutscher Kunsthändler
- Carsten Rost (* 1962), deutscher Fußballspieler
- Christian Rost (1925–1993), deutscher Bildhauer
- Christian Friedrich Rost (1817–1897), deutscher Gutsbesitzer und Politiker
- Christina Rost (* 1952), deutsche Handballspielerin
- Christine Rost (* 1958), deutsche Medizinerin und Autorin
- Christoph Jeremias Rost (1718–1790), deutscher Philologe und Pädagoge
- Cornelius Rost (1919–1983), deutscher Soldat

### D
- Dankwart Rost (1926–2021), deutscher Historiker und Werbefachmann
- Detlef Rost (* 1945), deutscher Psychologe (Rost-Studie)
- Dietmar Rost (1939–1996), deutscher Lehrer und Autor

### E
- Eberhard Schmidt-Rost (1909–1982), deutscher Jurist und Richter
- Erich Rost (* 1919), deutscher Politiker (LDPD), MdV, stellvertretender Finanzminister der DDR
- Erika Rost (* 1944), deutsche Leichtathletin
- Ernst Rost (1893–1972), deutscher Politiker und Verbandsfunktionär
- Eugen Rost (1870–1953), Pharmakologe

### F
- Florian Rost, deutscher Meteorologe und Wettermoderator
- Florentine Rost van Tonningen (1914–2007), niederländische rechtsextreme Aktivistin
- Floris Rost van Tonningen (* 1977), niederländischer Unternehmer, Mitgründer von Hyves
- Frank Rost (* 1973), deutscher Fußballtorwart
- Franz Rost (Kopist) (um 1640–1688), deutscher Musikkopist
- Franz Rost (Mediziner) (1884–1935), deutscher Chirurg
- Franz Dionys von Rost (1716–1793), römisch-katholischer Bischof des Bistums Chur
- Franz Rost (Mineraloge) (1911–1988), deutscher Mineraloge und Hochschullehrer
- Friedhelm Rost (1944–2022), deutscher Jurist
- Friedrich Rost (Pädagoge) (* 1949), deutscher Pädagoge und Verlagsbuchhändler
- Friedrich Wilhelm Ehrenfried Rost (1768–1835), deutscher Lehrer, Philosoph und Dichter
- Fritz Rost (* vor 1949), deutscher Tanzpädagoge und Hochschullehrer

### G
- Gabriele Rost (geb. Gabriele Kleinert; * 1948), deutsche Politikerin
- Georg Rost (1870–1958), deutscher Mathematiker
- Georg Alexander Rost (1877–1970), deutscher Dermatologe und Marinearzt
- Gerhard Rost (1922–2003), Bischof der Selbständigen Evangelisch-lutherischen Kirche
- Gitta Rost (* 1943), deutsche Badmintonspielerin
- Gottfried Rost (1931–2000), deutscher Bibliothekar
- Gottlieb Rost (1874–1912), deutscher Konstrukteur und Flugpionier, siehe Segelfluggelände Fischbek
- Gunther Rost (* 1974), deutscher Organist

### H
- Hans Rost (Journalist) (1877–1970), deutscher Journalist und Suizidforscher
- Hans Schmitt-Rost (1901–1978), deutscher Publizist
- Hansfrieder Rost (1909–nach 1974), deutscher Ministerialbeamter
- Hans Günter Rost (1904–1997), deutscher Konstrukteur
- Hans-Günther von Rost (1894–1945), deutscher Generalleutnant
- Harald Rost (Funktionär) (* 1933), deutscher Wirtschaftsfunktionär und SED-Politiker
- Harald Rost (Soziologe) (* 1956), deutscher Soziologe mit den Schwerpunkten Familienforschung und Work-Life-Balance
- Heinrich Rost (1795–1855), deutscher Autor, Klosterschreiber und Syndikus des Klosters Uetersen.
- Heinz Rost (1921–1957), deutscher Politiker (SPD), Mitglied des Niedersächsischen Landtages
- Hendrik Rost (* 1969), deutscher Schriftsteller
- Hermann Rost (1822–1896), deutscher Buchhändler und Verleger
- Hugo Rost (1904–1965), deutscher Röntgentechniker und Medizintechniker

### J
- Jan-Michael Rost (* 1961), deutscher Physiker
- Johann Christoph Rost (1717–1765), deutscher Dichter
- Johann Gottlieb Rost (1810–1860), deutscher Maler
- Johann Joachim Rost (1726–1791), kurhannoversch-russischer Mathematiker, Physiker und Hochschullehrer
- Johann Karl Rost (1690–1731), deutscher Mediziner
- Johann Leonhard Rost (Meletaon; 1688–1727), deutscher Schriftsteller und Astronom
- Johann Wilhelm Rost (1797–1855), deutscher Landrichter und Heimatkundler
- Joseph Benedikt von Rost (1696–1754), römisch-katholischer Bischof des Bistums Chur
- Jürgen Rost (Handballspieler) (* 1944/1945), deutscher Handballspieler und -trainer
- Jürgen Rost (Musiker) (* 1945), deutscher Gitarrist und Hochschullehrer
- Jürgen Rost (Psychologe) (1952–2017), deutscher Psychologe und Pädagoge

### K
- Kajetan Rost (1748–1804), deutscher Benediktiner
- Karl Rost (1902–1950), deutscher Politiker
- Karlheinz Rost (* 1945), deutscher Handballspieler und -trainer
- Katja Rost (* 1976), deutsche Soziologin
- Klaus Rost (Ringer) (1940–2023), deutscher Ringer
- Klaus Rost (Journalist) (* 1948), deutscher Journalist
- Klaus Rost (Sportwissenschaftler), deutscher Sportwissenschaftler

### L
- Leo Rost (1934–2010), deutscher Fußballspieler
- Leonhard Rost (1896–1979), deutscher Alttestamentler
- Leopold Rost (1842–1913), österreichischer Benediktiner
- Liane Jakob-Rost (* 1928), deutsche Altorientalistin
- Luis Immanuel Rost (* 2004), deutscher Schauspieler

### M
- Maria Christina Rost (* 1975), deutsche Juristin
- Maria Sophia Rost (1761–1844), Kindsmörderin
- Markus Rost (* 1958), deutscher Mathematiker
- Martin Rost (Datenschützer) (* 1962), deutscher Datenschützer und Autor
- Martin Rost (Organist) (* 1963), deutscher Organist
- Martina Rost-Roth (* 1956), deutsche Germanistin
- Maurice Rost (1886–1958), französischer Autorennfahrer und Flieger
- Maurus Rost (1632–1706), Abt des Klosters Iburg und Historiker
- Meinoud Rost van Tonningen (1894–1945), niederländischer Nationalsozialist
- Monika Rost (* 1943), deutsche Gitarristin und Hochschullehrerin

### N
- Nico Rost (1896–1967), niederländischer Schriftsteller und Journalist
- Nicola Rost, deutsche Sängerin, Musikproduzentin, siehe Laing (Band)
- Nikolaus Rost (~1542–1622), deutscher Kantor und Komponist

### O
- Otto Rost (1887–1970), deutscher Bildhauer
- Otto Karl von Rost (1852–1922), deutscher Offizier, zuletzt Generalleutnant

### P
- Paul Rost (1904–1984), deutscher Polizeioffizier und Mitwirkender bei der Aktion T4 sowie bei der Aktion Reinhardt
- Paul Rost (Assyriologe) (1862–1938), deutscher Assyriologe, Alttestamentler, Keilschriftexperte
- Peter Rost (Politiker) (1930–2022), britischer Politiker
- Peter Rost (Handballspieler) (* 1951), deutscher Handballspieler, -trainer und -funktionär
- Peter Rost (* 1984), niederländischer Musiker, siehe Ch!pz

### R
- Reinhard Schmidt-Rost (* 1949), deutscher evangelischer Pfarrer, Psychologe und Hochschullehrer
- Reinhold Rost (1822–1896), deutscher Orientalist
- Richard Rost (1940–1998), deutscher Sportmediziner und Hochschullehrer
- Rudolf Rost (Ingenieur) (1900–nach 1980), deutscher Ingenieur, Physiker, Unternehmer und Fachautor
- Rudolf Rost (Mineraloge) (1912–1999), tschechischer Mineraloge und Namensgeber des Minerals Rostit
- Rudolf Rost (1921–1981), deutscher Politiker (KPD/SED)

### S
- Santino Rost (* 1990), deutscher Volleyballspieler
- Sieghard Rost (1921–2017), deutscher Politiker (CSU), MdL
- Susanne Steiner-Rost (1908–1991), Schweizer Juristin und Frauenrechtlerin
- Susanne Wilbers-Rost (* 1958), deutsche Archäologin

### T
- Timo Rost (* 1978), deutscher Fußballspieler
- Tobias Rost (* 1959), deutscher Bildhauer

### U
- Ulrich Rost (* 1952), deutscher Badmintonspieler

### V
- Valentin Rost (1790–1862), deutscher klassischer Philologe und Lexikograf

### W
- Wilhelm Rost (1909–nach 1989), deutscher Lokalhistoriker und Genealoge
- Wolf-Dietrich Rost (* 1952), deutscher Politiker (CDU)